# Market Bosworth
Market Bosworth är en stad och en civil parish i Hinckley and Bosworth i Leicestershire i England. Orten har 2 097 invånare (2011).